# علم ولاية راخين
علم ولاية راخين في ميانمار/بورما هو علم ثنائي اللون الأبيض والأحمر، مزين برمز شريفاتسا ، وهو رمز تاريخي لأراكان ، على قرص أزرق في المنتصف. وقد تم اعتماد اللونين الأزرق والأبيض للعلم من قبل العديد من المنظمات والأحزاب السياسية العرقية في راخين، وغالبا ما يكون هناك رموز مختلفة في الوسط.

## متغيرات العلم
- العلم الذي تستخدمه عادة المنظمات القومية في راخين، وأبرزها حزب تحرير أراكان/جيش تحرير أراكان
- علم حزب تنمية القوميات الراخينية